# Rue Pierre-Blanc
La rue Pierre-Blanc est une voie du quartier des pentes de la Croix-Rousse dans le 1er arrondissement de Lyon, en France.

## Situation et accès
La rue débute rue de Flesselles, face à l'impasse de Flesselles, et se termine montée des Carmélites. La circulation se fait dans le sens de la numérotation et à double-sens cyclable, avec un stationnement d'un seul côté. Un stationnement cyclable se trouve à mi-chemin de la voie. 

## Origine du nom
Pierre Blanc (1837-1901) était pharmacien au N°7 de cette rue et maire du 1er arrondissement de Lyon en 1870.  Il est vice-président du bureau de bienfaisance et vice-président du conseil d'administration de la Martinière.

## Histoire
Lors de la révolution française, la loi du 18 août 1792 décrète la dissolution de tous les instituts religieux. Le 4 octobre suivant, les religieuses du Carmel de Lyon, situées sur les pentes de la Croix-Rousse, doivent quitter le monastère, qui est vendu comme bien national, avec ses dépendances, par la ville de Lyon en 1796. 
Siméon Anselmier et Joseph Steimann en deviennent acquéreurs le 17 septembre de la même année. Anselmier vend ensuite son lot à des entrepreneurs qui ouvrent en 1820 une rue dans l’ancien clos des carmélites, qui prend le nom de rue Tolozanle 28 mai 1824. Elle prend son nom actuel par décision du conseil municipal du 2 avril 1901.